# マズハル
マズハル（英: Mazhar、アラビア語：مزهر、複数形：mazāhar、مزاهر）は、アラブ音楽で使用される大きくて重いタンバリン。マズハルのフレームは一般に木製である。そのシングルヘッドは、より小型のリクのヘッドよりもかなり厚いものとなっている。一部のドラムには、直径約10から13センチメートル（4インチから5インチ）の真鍮製のジルがあり、振る奏法によって演奏される。
エジプトの打楽器奏者ホッサム・ラムジー（Hossam Ramzy）は、マズハルの著名な演奏家である。